# 南區 (札幌市)
南区（日语：／ Minami ku */?）是位於札幌市西南部的一個区。面積657.23平方公里，占全札幌市的六成，比東京都的23個特別區的總和還大，也比多數的政令指定都市還大。但該區大部分都是山區和林地。
轄區多數區域屬於支笏洞爺國立公園，為後志山地的東北部，包括札幌岳、余市岳等17座標高超過1,000公尺的山；供應札幌地區用水的豐平峽水庫、定山溪水庫也位於此。位於豐平川上游的定山溪為知名的溫泉區，每年有超過200萬的觀光客來到此地；定山溪附近的豐羽鑛山產有銀、鋅、銦，但因產量減少，已於2006年3月停止開採。

## 歷史
過去屬於豐平町的轄區，另有部分地區屬於圓山町。

### 年表
- 1866年：來自美濃的僧侶美泉定山在此發現溫泉，後被命名為定山溪溫泉。
- 1916年：豐羽鑛山開始營運。
- 1918年：白石至定山溪之間的定山溪鐵道開始營運。
- 1961年5月1日：豐平町被併入札幌市。
- 1969年：定山溪鐵道停止營運。
- 1972年4月1日：札幌市成為政令指定都市，同時設置南區。